# Limnonectes deinodon
Espèce
Limnonectes deinodon  est une espèce d'amphibiens de la famille des Dicroglossidae.

## Répartition
Cette espèce est endémique de Malaisie péninsulaire. Sa présence est incertaine en Thaïlande.

## Publication originale
- Dehling, 2014 : Eine neue Fangzahnfroschart der Gattung Limnonectes (Anura: Dicroglossidae) vom Gunung Lawit, Malaiische Halbinsel. Sauria, Berlin, vol. 36, p. 17–30.